# Чаудинський басейн
Чаудинський басейн (рос. чаудинский бассейн, англ. Chaudine basin, нім. tschaudinisches Becken n) — солоний озерно-морський басейн, який існував на місці сучасного Чорного моря у ранньому плейстоцені (від назви мису Чауда на Керченському п-ові).